# Eva (1913)
Eva ist ein deutsches Stummfilmdrama von 1913 mit Henny Porten in der Titelrolle.

## Handlung
Graf Düren ruft die Neue Westfälische Aktiengesellschaft ins Leben, die er, nach seiner Tochter Eva, „Evamine“ nennt. An die Spitze beruft er den erfahrenen Geschäftsmann Johannes Hartwig, der sein volles Vertrauen genießt und überdies Töchterchen Eva verehrt. Hartwig versteht es, zukünftige Aktionäre zu ködern, die er zumeist im Bekanntenkreis Graf Dürens bzw. unter den Arbeitern der Firma findet. Während Düren einen Empfang zum Start von „Evamine“ ausrichtet, trifft ein bestürzendes Telegramm eines Justizrates ein, demzufolge die Firma bereits Konkurs angemeldet habe. Obwohl sich nun alle auf Hartwig stürzen, trifft ihn keine Schuld. Vielmehr hatte ihm Düren von Anbeginn die wahre Finanzlage dieser Neugründung verheimlicht. Eva ist entsetzt über das Geschäftsgebaren ihres Vaters und stellt sich solidarisch auf Hartwigs Seite – sehr zum Verdruss des ebenso standesbewussten wie blasierten Grafen Elimar, ihrem Verlobten, der gern Abstand zu Bürgerlichen hält und diese Einstellung auch von seiner Eva erwartet. Daraufhin löst Eva Düren die Verlobung.
Hartwig sieht sich in der Pflicht und setzt sein gesamtes Vermögen ein, um die Aktionäre vor einem Totalverlust ihrer Einlagen zu bewahren. Dann nehmen die Dinge einen dramatischen Verlauf. Evas Vater sieht sich durch sein eigenes, verantwortungsloses Handeln entehrt und erschießt sich. Eva wiederum heiratet Johannes Hartwig aus einem adeligen Verständnis aus Dankbarkeit und Pflichtgefühl heraus, ohne diesen deutlich älteren Mann aber zu lieben. Das Paar bekommt eine Tochter, die sie Lieschen nennen. Die Ehe steht unter keinem guten Stern, Eva ist mit dem ungeliebten Mann nicht glücklich. Mutter Hartwig tut das Ihre dazu, in dem sie, als eine Art Kontrapunkt gegenüber Graf Elimar, Eva ihre adelige Herkunft zum Vorwurf macht. Als Elimar wieder in Evas Leben tritt und behauptet, dass er sie noch immer liebe, nimmt diese das zum Anlass, Mann und Kind zu verlassen. Schweren Herzens stimmt ihr Mann einer Scheidung zu. 
Doch Elimar will Eva gar nicht in dem Sinne zurück, dass er diese Frau zu heiraten gedenkt. Vielmehr schwebt ihm eine Liaison, eine Liebschaft ohne feste Bindung vor, und daher versucht er, Evas Scheidung von Hartwig zu konterkarieren. Dann taucht eines Tages auch noch eine andere Ex Elimars, eine gewisse Toinette, auf und erzählt Eva brühwarm von all den ganzen anderen Mädchen, die dieser Mann verführt und dann schnöde sitzengelassen habe. Nun fordert Eva ultimativ von ihrem Ex-Verlobten, sie zu heiraten, denn nur so könne ihre Ehre bewahrt werden. Als dieser sich weigert, erschießt Eva ihn. Gräfin Düren wird zu drei Jahren Gefängnis verurteilt, erhält in der Zeit Pflege von Toinette und ist nach ihrer Entlassung dennoch todkrank. Schließlich ist es erneut der treue, anständige Johannes Hartwig, der bei ihrer Freilassung sofort auf sie zukommt, um sie zu sich zu holen. Doch Eva ist mit ihren Kräften bereits derart am Ende, dass sie, mit einem Lächeln auf den Lippen, da Hartwig ihr verziehen hat, stirbt.

## Produktionsnotizen
Eva entstand im Frühjahr 1913 im Messter-Filmatelier in Berlins Blücherstraße 32, passierte die Filmzensur am 12. April 1913 und wurde am 22. Mai 1913 im Admiralstheater der Presse vorgeführt. Ein Tag darauf erfolgte an selber Stelle die offizielle Uraufführung. Der Film besaß vier Akte und war 1408 Meter lang.

## Kritik
„Allerdings eignet sich die Handlung dieses Dramas in ihrer starken Bewegtheit besonders gut für die Darstellung auf der Leinwand. Als Eva brillierte die bekannte Filmdarstellerin Henny Porten. Sie bewies in der Ausdrucksfähigkeit ihres Gesichtes und ihrer Mimik eine volle Beherrschung der Filmtechnik. Ihr zur Seite standen in den Hauptrollen Hans Marr, der ausgezeichnete Ibsen-Darsteller, der sich aber im Filmstück noch einigermaßen fremd zu fühlen schien, Frieda Richard vom Berliner Theater und die Herren Liedtke und Seldeneck.“